# 229P/Gibbs
Pour les articles homonymes, voir Comète Gibbs.
La comète Gibbs, officiellement 229P/Gibbs, est une comète périodique du système solaire, découverte le 20 septembre 2009 par Alex R. Gibbs.